# Carel de Vos van Steenwijk

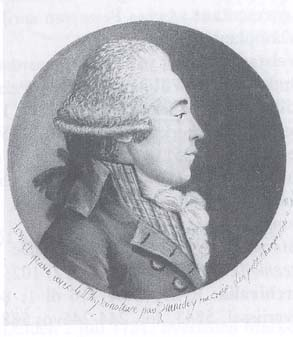
Carel de Vos van Steenwijk

Carel baron de Vos van Steenwijk van den Hogenhof (ur. 11 marca 1759 w Vollenhove, zm. 2 stycznia 1830 w Zwolle) – holenderski pisarz i podróżnik.
Van Steenwijk znany jest przede wszystkim ze swych dzienników z podróży po Ameryce, którą odbył w latach 1783–1784.
Jego brat Godert Willem de Vos van Steenwijk (1747-1830) został w 1814 roku przyjęty w poczet rycerstwa (ridderschap) holenderskiego. Carela przyjęto w 1816 roku. W 1830 Carel otrzymał tytuł barona van Steenwijk.

## Publikacje
- Carel de Vos van Steenwijk. Een grand tour naar de nieuwe republiek: journaal van een reis door Amerika, 1783-1784, Hilversum, Uitgeverij Verloren, 1999.